# 裂颖棒头草
裂颖棒头草（学名：Polypogon maritimus）为禾本科棒头草属下的一个种。

## 扩展阅读
- 維基物種上的相關：裂颖棒头草